# Moreilles
Moreilles est une commune française située dans le département de la Vendée, en région Pays de la Loire.

## Géographie
Le territoire municipal de Moreilles s'étend sur 1 979 hectares. L'altitude moyenne de la commune est de 2 mètres, avec des niveaux fluctuant entre 0 et 6 mètres,.
| Luçon                | Sainte-Gemme-la-Plaine | Nalliers                    |
|                      | Moreilles              | Sainte-Radégonde-des-Noyers |
| Champagné-les-Marais | Puyravault             | Chaillé-les-Marais          |

### Climat
Pour des articles plus généraux, voir Climat des Pays de la Loire et Climat de la Vendée.
En 2010, le climat de la commune est de type climat océanique altéré, selon une étude du CNRS s'appuyant sur une série de données couvrant la période 1971-2000. En 2020, Météo-France publie une typologie des climats de la France métropolitaine dans laquelle la commune est exposée à un climat océanique et est dans une zone de transition entre les régions climatiques « Bretagne orientale et méridionale, Pays nantais, Vendée » et « Littoral charentais et aquitain ». 
Pour la période 1971-2000, la température annuelle moyenne est de 12,4 °C, avec une amplitude thermique annuelle de 13,9 °C. Le cumul annuel moyen de précipitations est de 773 mm, avec 12 jours de précipitations en janvier et 5,9 jours en juillet. Pour la période 1991-2020, la température moyenne annuelle observée sur la station météorologique de Météo-France la plus proche, « Sainte Gemme la Plaine_sapc », sur la commune de Sainte-Gemme-la-Plaine à 7 km à vol d'oiseau, est de 13,0 °C et le cumul annuel moyen de précipitations est de 809,1 mm,. Pour l'avenir, les paramètres climatiques de la commune estimés pour 2050 selon différents scénarios d'émission de gaz à effet de serre sont consultables sur un site dédié publié par Météo-France en novembre 2022.

## Urbanisme

### Typologie
Au 1er janvier 2024, Moreilles est catégorisée commune rurale à habitat dispersé, selon la nouvelle grille communale de densité à sept niveaux définie par l'Insee en 2022.
Elle est située hors unité urbaine et hors attraction des villes,.

### Occupation des sols
L'occupation des sols de la commune, telle qu'elle ressort de la base de données européenne d’occupation biophysique des sols Corine Land Cover (CLC), est marquée par l'importance des territoires agricoles (98,4 % en 2018), une proportion sensiblement équivalente à celle de 1990 (98,7 %). La répartition détaillée en 2018 est la suivante : 
prairies (47,7 %), terres arables (43,2 %), zones agricoles hétérogènes (7,6 %), zones urbanisées (1,6 %). L'évolution de l’occupation des sols de la commune et de ses infrastructures peut être observée sur les différentes représentations cartographiques du territoire : la carte de Cassini (XVIIIe siècle), la carte d'état-major (1820-1866) et les cartes ou photos aériennes de l'IGN pour la période actuelle (1950 à aujourd'hui).

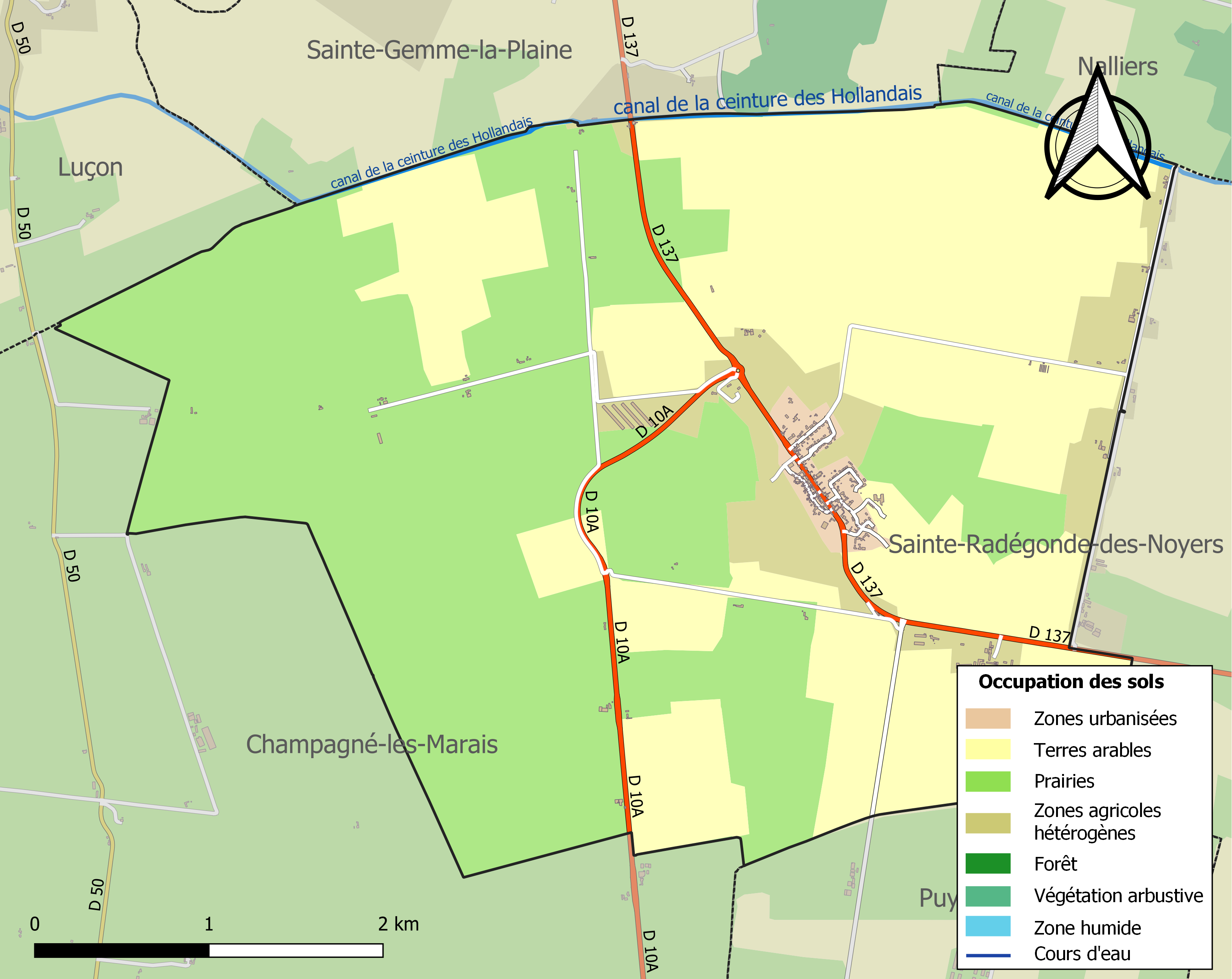
Carte des infrastructures et de l'occupation des sols de la commune en 2018 (CLC).

## Histoire
Initialement île basse du Golfe des Pictons, une abbaye bénédictine y est établie avant 1109. Notre-Dame de Moreilles devient cistercienne en 1152.
L'abbé Ostence fait creuser le canal de Bot Neuf en 1199, premier canal d'envergure du Marais Poitevin.
Richelieu fut abbé de Moreilles en 1623.
L'Abbaye fut saisie comme bien national à la Révolution.
Le village obtient le statut de commune le 19 janvier 1893. Il y avait deux relais de poste.
La commune est traversée par la route nationale 137 (route européenne 3), reliant Saint-Malo à Bordeaux.

## Politique et administration

### Liste des maires
| Période                                  | Période  | Identité            | Étiquette | Qualité         |
| ---------------------------------------- | -------- | ------------------- | --------- | --------------- |
| 1893                                     | 1919     | Émile Guinaudeau    |           |                 |
| 1919                                     | 1920     | René Guinaudeau     |           |                 |
| 1920                                     | 1935     | Ambroise Chabirand  |           |                 |
| 1935                                     | 1965     | Prosper Renard      |           |                 |
| 1965                                     | 1995     | Michel Delaunay     |           |                 |
| 1995                                     | 2001     | Louis Landais       |           |                 |
| 2001                                     | mai 2020 | Philippe Berthelot, |           |                 |
| mai 2020                                 | En cours | Bertrand Guinot     |           | éleveur laitier |
| Les données manquantes sont à compléter. |          |                     |           |                 |

## Population et société

### Démographie

#### Évolution démographique
L'évolution du nombre d'habitants est connue à travers les recensements de la population effectués dans la commune depuis 1896. Pour les communes de moins de 10 000 habitants, une enquête de recensement portant sur toute la population est réalisée tous les cinq ans, les populations de référence des années intermédiaires étant quant à elles estimées par interpolation ou extrapolation. Pour la commune, le premier recensement exhaustif entrant dans le cadre du nouveau dispositif a été réalisé en 2007.

En 2022, la commune comptait 408 habitants, en évolution de +0,99 % par rapport à 2016 (Vendée : +5,33 %, France hors Mayotte : +2,11 %).
| 1896 | 1901 | 1906 | 1911 | 1921 | 1926 | 1931 | 1936 | 1946 |
| ---- | ---- | ---- | ---- | ---- | ---- | ---- | ---- | ---- |
| 405  | 363  | 338  | 319  | 299  | 319  | 311  | 305  | 300  |

| 1954 | 1962 | 1968 | 1975 | 1982 | 1990 | 1999 | 2006 | 2007 |
| ---- | ---- | ---- | ---- | ---- | ---- | ---- | ---- | ---- |
| 303  | 329  | 292  | 239  | 217  | 224  | 219  | 299  | 310  |

| 2012 | 2017 | 2022 | - | - | - | - | - | - |
| ---- | ---- | ---- | - | - | - | - | - | - |
| 366  | 422  | 408  | - | - | - | - | - | - |

#### Pyramide des âges
En 2018, le taux de personnes d'un âge inférieur à 30 ans s'élève à 39,1 %, soit au-dessus de la moyenne départementale (31,6 %). À l'inverse, le taux de personnes d'âge supérieur à 60 ans est de 20,8 % la même année, alors qu'il est de 31,0 % au niveau départemental.
En 2018, la commune comptait 205 hommes pour 211 femmes, soit un taux de 50,72 % de femmes, légèrement inférieur au taux départemental (51,16 %).
Les pyramides des âges de la commune et du département s'établissent comme suit.
| Hommes | Classe d’âge | Femmes |
| ------ | ------------ | ------ |
| 0,5    | 90 ou +      | 2,8    |
| 6,3    | 75-89 ans    | 8,9    |
| 11,5   | 60-74 ans    | 11,7   |
| 15,9   | 45-59 ans    | 16,4   |
| 24,0   | 30-44 ans    | 23,8   |
| 14,9   | 15-29 ans    | 15,0   |
| 26,9   | 0-14 ans     | 21,5   |

| Hommes | Classe d’âge | Femmes |
| ------ | ------------ | ------ |
| 0,8    | 90 ou +      | 2,2    |
| 8,7    | 75-89 ans    | 11,1   |
| 20,3   | 60-74 ans    | 21,3   |
| 20     | 45-59 ans    | 19,4   |
| 17,5   | 30-44 ans    | 16,8   |
| 15     | 15-29 ans    | 13,2   |
| 17,7   | 0-14 ans     | 16,1   |

## Lieux et monuments
- Abbaye cistercienne Notre-Dame de Moreilles : abbaye fondée avant 1109, et dont Richelieu fut abbé commendataire. Les moines de Moreilles creusèrent le canal de Bot Neuf en 1199. D'abord bénédictins, les moines de Moreilles adoptèrent la règle cistercienne en 1152 et l'abbaye devint la 63ème fille de Clairvaux. L'église et le cloître furent rasés à la Révolution, restent des bâtiments conventuels.
- Église Saint-Joseph.
- Château de l'Abbaye de Moreilles, ancien logis de l'abbé construit au XVIIe. Remanié au XIXe en demeure de plaisance bourgeoise.
- Le Portail, ancienne porterie-hôtellerie de l'abbaye cistercienne, XVIIe.

## Personnalités liées à la commune
- Ostencius, abbé de Moreilles, fit creuser le canal de Bot Neuf en 1199. Premier ouvrage d'art répertorié dans l'assèchement du Marais Poitevin.
- Armand-Jean du Plessis, Cardinal de Richelieu, fut abbé commendataire de l'Abbaye de Moreilles de 1623 à 1635. Échangea Moreilles contre Cîteaux, dans une transaction à trois avec Pierre de Nivelle et Emery de Bragelogne.
- Emery de Bragelogne, ancien évêque de Luçon, a passé les 30 dernières années de sa vie à Moreilles et a veillé à la reconstruction de l'abbaye. Il signa en 1642 la Baillette des Marais qui concédait à la Société du Petit Poitou, ancêtre du Syndicat de Marais, l'exploitation et l'entretien des marais alentour.
- Nicolas de Malezieux, évêque de Lavaur, abbé de Moreilles en 1692.
- François-Marie Le Maitre de la Garlaye, évêque de Clermont, abbé de Moreilles en 1748.
- François de Fontanges, évêque de Nancy, abbé de Moreilles en 1776.

## Pour approfondir